# Mniszek (Sainte-Croix)
Pour les articles homonymes, voir Mniszek.
Mniszek est une localité polonaise de la gmina de Małogoszcz, située dans le powiat de Jędrzejów en voïvodie de Sainte-Croix.